# Iowa (album)
Iowa er det andet album af det amerikanske metal-band Slipknot, udgivet gennem Roadrunner Records den 28. august 2001. Titlen stammer fra bandets hjemstat Iowa, som medlemmerne har beskrevet som en af deres vigtigste inspirationskilder. 
Efter succesen med debutalbummet Slipknot fra 1999 var presset på bandet stort. Deres venskaber var ligeledes under stort pres, og medlemmerne beskrev senere denne periode som den mørkeste tid i deres karriere. Dette var også det første album hvor guitarist Jim Root var fuldkommen involveret, da han sluttede sig til bandet under de sene indspilninger til det første album Slipknot. Trods problemerne mellem medlemmerne og albummets frembringelse brugte Slipknot næsten et år på at fremme det.
Iowa præmierede på albumsalgslisternes top ti i hele ni lande. Albummet fik generelt positive anmeldelser, og inkluderede nogle af deres mest bemærkelsesværdige sange som "Left Behind" og den redigeret remix af "My Plague". Begge blev nomineret til Grammyuddelingen i 2002 og 2003. Anmelder John Mulvey erklærede udgivelsen for at være "den absolutte nu metal triumf." Iowa var mere teknisk end det første, og blev derudover også anset for at være det hårdeste. Det er blevet tildelt platin i både USA og Canada.

## Produktion
Iowa blev indspillet og produceret i Sound City og Sound Image studierne i Los Angeles, Californien med producer Ross Robinson. 
I oktober 2000 begyndte trommeslager Joey Jordison og bassist Paul Gray at udarbejde nyt materiale, og sammen skrev de det meste af indholdet til alle sporerne på albummet. På dette tidspunkt ønskede de resterende medlemmer en pause efter den omfattende turné, der fulgte efter udgivelsen af deres debutalbum Slipknot. Den 17. januar 2001 tog hele bandet dog alligevel til studiet, for at fuldende deres højt forventede kommende album. Denne tid i bandet er blevet kendt som den værste på grund af flere faktorer. 
Jordison forklarede, "det var her vi kom i krig", og henviste til den manglende pause for Gray og sig selv. Yderligere var der også vokalist Corey Taylors alkoholmisbrug, flere andre medlemmers stofmisbrug, problemer med ledelsen og dårlige relationer mellem medlemmerne i bandet.
Trods at have været et medlem af Slipknot siden 1999 var dette det første album, hvor Jim Root havde bidraget fuldkommen til. Han sluttede sig til dem under de sene indspilninger til Slipknot, og blev efterfølgende mere involveret med dette album. I et interview med Guitar magasinet i november 2001 forklarede han: "Det var så spændende, såvel som skræmmende at være en del af denne store proces", og tilføjede yderligere, der var et stort pres fra medguitaristen Mick Thomson om at spille godt på denne nye udgivelse.
I december 2001 forklarede Corey Taylor til FHM, hvordan han satte sig selv i bestemte situationer under vokalindspilningerne til albummet. Under indspilningerne til den sidste sang "Iowa" var han helt nøgen, brækkede sig over sig selv, og skar i sig selv med et glasskår. Han forklarede det ved at sige, "det er der det bedste materiale kommer fra. Du må nedbryde dig selv, før du kan opbygge noget stort." Under produktionen brækkede Ross Robinson ryggen i et cykeluheld. Efter en dag vendte han vendte tilbage til studiet, og lagde "al sin smerte i albummet" til stor beundring fra bandet.

## Fremmelse af albummet
Der var en del spekulationer vedrørende titlen, før nogle kilder bekendtgjorde den forventet titel Nine Men, One Mission. Senere blev det dog offentliggjort, at albummet skulle hedde Iowa, opkaldt efter bandets hjemstat Iowa. Medlemmerne udtalte at Iowa var kilden til deres energi, og de bevidst traf beslutningen om at blive i området, i frygt for at miste deres kreative retning. Det indledende spor "(515)" er også en reference til deres hjemstat, navngivet efter det centrale Iowas områdenummer til telefonen. Det var planlagt at albummet skulle udgives den 19. juni 2001, og forud skulle deres være en fem dages opvarmningsturné. Dog skete der det, at miksningen tog længere tid end forventet, hvilket medførte en udskydelse af udgivelsesdatoen og aflysning af turnéen. Albummet blev derved officielt udgivet den 28. august 2001. For at fremme udgivelsen begyndte Slipknot deres Iowa World Tour. Dette inkluderede en koncert til Ozzfest i 2001, en turné med System of a Down, såvel som turnéer i Japan og Europa.
Før albummets udgivelse udsendte Slipknot "The Heretic Anthem" som en single begrænset til 666 eksemplarer, og gratis mulighed for at downloade den på deres hjemmeside. Den første officielle single fra albummet var "Left Behind". I 2002 optrådte bandet i filmen Rollerball med sangen "I Am Hated". Fulgt af denne var singlen "My Plague", som blev soundtrack til filmen Resident Evil.

## Musik og sangtemaer
Slipknots musikalske stil er meget omdiskuteret, på grund af de mange genrer deres musik dækker. Flere kilder har defineret Slipknot som nu metal med indflydelser fra andre genrer som heavy metal, rap metal og alternativ metal. Forud for Iowas udgivelse lovede medlemmerne et mørkere og hårdere album end Slipknot, og mange anmeldere priste bandet for at have overholdt dette løfte fuldt ud. I et interview fra 2008 med percussionist Shawn Crahan beskrev han tiden under indspilningsprocessen, og hvordan den mørkere lyd på albummet var et resultat af deres sindstilstand i denne periode: "Da vi indspillede Iowa, hadede vi hinanden. Vi hadede verden, verden hadede os."
På Iowa fangede Robinson bandets tekniske formåen, modsat den rå energi som Slipknot-albummet er kendt for. Gruppen blev yderligere rost for deres brug af percussionister og elektronik. Om dette udtalte NME, at "hvert muligt rum er dækket i kløer og bækkener: guitarer, percussion, elektroniske byer og umenneskelige skrig." Selvom Iowa anses for at være bandets hårdeste album til dato, inkluderer nogle spor dog også melodi bl.a."Everything Ends" og "Left Behind". Disse numre er dog stadig meget hårde sammenlignet med senere sange som "Vermilion" eller "Dead Memories".
Iowa følger vokalstilen, som forsanger Corey Taylor etablerede på Slipknot, hvilket inkluderer et stort brug af metaforer der beskriver mørke temaer som misantropi, solipsisme, afsky, vrede, uvilje, psykoser og afvisning. Teksterne er yderligere fyldt ud med mange offensive udråb. Ben Meuleman fra The Metal Observer sagde, teksterne var "ekstremt ungdommelige", mens David Fricke fra Rolling Stone-bladet udtalte: "Der er ikke meget chokværdi tilbage i brugen af ordene fuck og shit, som Taylor bruger over fyrre gange på Iowa's 66 minutter." Fricke roste trods dette Taylors vokal på sporet "Iowa", hvor han sammenlignede det med, "en livlig fremmanen af en midlertidig majsmarksgrav ved midnat.""

## Modtagelse
Efter succesen med deres debutalbum Slipknot skrev forfatteren Dick Porter, at forventningerne til efterfølgeren var høje. Før udgivelsen udtalte trommeslager Jordison: "Vent til I hører vores fucking næste plade. Det udvisker vores første album. Det shit er dobbelt så teknisk og tre gange så hårdt." Efter udgivelsen beksrev College Music Journal det som "brutalt, uforsonlig, svidende..." Mange anmeldere bemærkede yderligere dets hårde temaer, hvor bl.a. Alternative Press udtalte: "Det er som at have en plasticpose over hovedet i en time, mens satan bruger dit skrotum som speeder.... Det er over toppen... du bliver efterladt i strimler." NME kaldte det "muntert, brutalt og godt."" Rolling Stone roste især albummet for dets originalitet med tilføjelsen, "næsten alt andet indenfor moderne doom rock lyder så banalt". Producer Robinson blev også rost for sit arbejde med albummet, hvor Uncut udtalte: "Det næppe aftagende, rullende lydangreb opstillet af nu metal ekspertproduceren Robinson." Yahoos anmelder John Mulvey sagde: "De er en evolutionær blindgyde, det endelige, nu metals triumf."
Den første single fra albummet "Left Behind" blev nomineret til den 44. Grammyuddeling i kategorien Grammy Award for Best Metal Performance i 2002. Den anden single "My Plague" blev efterfølgende i 2003 nomineret i samme kategori til den 45. Grammyuddeling. "Left Behind" nåede indenfor top 30 på USAs og Storbritanniens singlesalgslister. Yderligere nåede "My Plague" plads 43 på Storbritanniens hitliste. I 2001 placerede NME albummet Iowa på sjettepladsen i deres kategori "50 af årets største albums." 
Albummet fik yderligere en topposition på Storbritanniens albumhitliste, og en anden plads i Australien. Både på Billboard 200 og i Finland nåede det tredjepladsen. Den 5. september 2001 i Canada gav Canadian Recording Industry Association albummet platin, og den 10. oktober 2001 blev albummet yderligere tildelt platin i USA. British Phonographic Industry certificerede senere albummet guld i Storbritannien.

## Sporliste
1. "(515)" – 1:00
2. "People = Shit" – 3:35
3. "Disasterpiece" – 5:08
4. "My Plague" – 3:40
5. "Everything Ends" – 4:14
6. "The Heretic Anthem" – 4:14
7. "Gently" – 4:54
8. "Left Behind" – 4:01
9. "The Shape" – 3:37
10. "I Am Hated" – 2:37
11. "Skin Ticket" – 6:41
12. "New Abortion" – 3:36
13. "Metabolic" – 3:59
14. "Iowa" – 15:03

Bonusspor
1. "Liberate" (live; Japansk bonusspor) – 4:25

## Hitlisteplaceringer
| Hitliste       | Placering |
| -------------- | --------- |
| Storbritannien | 1         |
| Australien     | 2         |
| Billboard 200  | 3         |
| Finland        | 3         |
| Tyskland       | 4         |
| New Zealand    | 5         |
| Frankrig       | 7         |
| Østrig         | 8         |
| Sverige        | 10        |
| Norge          | 12        |
| Schweiz        | 13        |
| Holland        | 15        |

## Fodnoter
1. 1 2 3  "Slipknot 10 years after...". Rocksound. 2009-05. s. 60-65. {{cite news}}: Tjek datoværdier i: |date= (hjælp)
2. 1 2 3  Mulvey, John (2001-08-23). "Slipknot - Iowa". Yahoo Music. Arkiveret fra originalen 13. januar 2006. Hentet 2008-03-21.
3. 1 2  More Maximum Slipknot, The unauthorised biography of Slipknot (Medienoter). Chrome Dreams. 2004.
4. 1 2 3  "Joey Jordison plunges into Slipknot hell". Drum!. 2008-10. s. 44-45. {{cite news}}: Tjek datoværdier i: |date= (hjælp)
5. 1 2 3  Arno-pp, Jason (2001). Slipknot: Inside the Sickness, Behind the Masks. Ebury. ISBN 0091879337.
6. 1 2 3  Porter, Dick (2003). Rapcore: The Nu-Metal Rap Fusion. London: Plexus. ISBN 0859653218.
7. 1 2  "Wrecking crew". Guitar. 2001-11. {{cite news}}: Tjek datoværdier i: |date= (hjælp)
8. 1 2  "Slipknot". FHM. 2001-12. s. 76-80. {{cite news}}: Tjek datoværdier i: |date= (hjælp)
9. ↑  "NPA (Area) codes - Iowa". North American Numbering Plan Administration. Arkiveret fra originalen 26. juni 2009. Hentet 2008-05-17.
10. 1 2  McIver, Joel (2003). Slipknot: Unmasked (Again). Omnibus. ISBN 0711997640.
11. 1 2 3  Udo, Tommy (2002). Brave Nu World. Cromwell. ISBN 186074415X.
12. ↑  "Iowa: Overview". Allmusic. Hentet 2008-06-01.
13. ↑  Huey, Steve. "Slipknot Biography". Allmusic. Macrovision. Hentet 2008-06-01.
14. ↑  Hubbard, Michael (2002-08-26). "Slipknot liven up Reading's finale". BBC News. Hentet 2008-06-01.
15. ↑  Mernagh, Matt (2001-06-18). "Slipknot Kill The Industry". Chart. Arkiveret fra originalen 9. februar 2009. Hentet 2009-02-12.
16. ↑  "'Maggots,' rejoice: Slipknot is back". Green Bay Press-Gazette. 2001-11-08.
17. ↑  Bartz, Simon (2002-04-03). "Slipknot unmasked!". The Japan Times.
18. 1 2  "The joy of 666". NME. 2001-05-15. Hentet 2009-04-25.
19. ↑  Moss, Corey (2001-08-29). "Slipknot Shoot For 'World Domination' With Iowa". MTV. Arkiveret fra originalen 8. januar 2010. Hentet 2009-04-24.
20. ↑  "Resident Evil (2002) - Soundtracks". Internet Movie Database. Hentet 2008-09-05.
21. ↑  Huey, Steve. "Slipknot Biography". AllMusic. Macrovision. Hentet 2008-04-14.
22. ↑  "Slipknot's Clown Talks About Upcoming Album". Blabbermouth. 2008-01-09. Arkiveret fra originalen 12. januar 2008. Hentet 2008-01-10.
23. 1 2 3  Segal, Victoria (2001-08-22). "Slipknot: Iowa". NME. Hentet 2008-03-21.
24. 1 2 3  Fricke, David (2001-09-17). "Iowa album review". Rolling Stone. Hentet 2008-05-03.{{cite web}}:  CS1-vedligeholdelse: url-status (link)
25. ↑  Meuleman, Ben. "Review - Slipknot: Iowa". Metal Observer. Arkiveret fra originalen 1. oktober 2009. Hentet 2008-05-03.
26. ↑  Iowa album review. College Music Journal]. 2001-10-01. s. 13.
27. ↑  Iowa album review. Alternative Press. 2001-07. s. 75. {{cite book}}: Tjek datoværdier i: |date= (hjælp)
28. 1 2  50 Albums of the year 2001. NME. 2001-12-29. s. 59.
29. ↑  Fricke, Davide (2001-09-17). "Slipknot (Metal): Iowa". Rolling Stone. Arkiveret fra originalen 2. oktober 2007. Hentet 2008-06-01.
30. ↑  Iowa album review. Uncut. 2001-11. s. 120. {{cite book}}: Tjek datoværdier i: |date= (hjælp)
31. ↑  "Slipknot's Paul Gray: "I Know System Of A Down Will Win Grammy"". Blabbermouth.net. 2002-02-27. Hentet 2007-12-16.
32. ↑  "Grammy Awards Nominees Announced!". Blabbermouth.net. 2003-01-07. Hentet 2007-12-16.
33. ↑  "Billboard.com Artist Chart History - Slipknot". Nielsen Business Media Incorporated. Arkiveret fra originalen 29. september 2007. Hentet 2008-01-26.
34. 1 2 3  "UK Top 40 Chart Archive, British Singles & Album Charts". everyhit.com. Hentet 2008-02-07.
35. 1 2  "Slipknot Australian Charts". australian-charts.com. Hentet 2008-02-09.
36. 1 2  "Slipknot Finnish Charting". finnishcharts.com. Hentet 2008-02-09.
37. ↑  "Search for: Iowa". Canadian Recording Industry Association. Arkiveret fra originalen 11. januar 2016. Hentet 2008-02-07.
38. ↑  "Search for: Iowa". Recording Industry Association of America. Hentet 2008-02-07.
39. ↑  "Iowa Certified Awards". British Phonographic Industry. 2001-08-24. Arkiveret fra originalen 5. juni 2008. Hentet 2008-02-10.
40. ↑  "Slipknot - Iowa". The Official Charts Company. Hentet 2009-05-05.
41. ↑  "Billboard.com Artist Chart History - Slipknot". Nielsen Business Media Incorporated. Arkiveret fra originalen 18. februar 2009. Hentet 2008-01-26.
42. ↑  "Slipknot Germany Chart history". Musicline.de. Arkiveret fra originalen 19. oktober 2012. Hentet 2008-02-09.
43. ↑  "Slipknot New Zealand Charting". Charts.org. Arkiveret fra originalen 8. august 2009. Hentet 2008-02-09.
44. ↑  "Slipknot French Album Charting". lescharts.com. Hentet 2008-02-09.
45. ↑  "Suche nach: Slipknot". AustrianCharts.at. Hentet 2008-02-07.
46. ↑  "Search for: Slipknot". SwedishCharts.com. Hentet 2008-02-07.
47. ↑  "Search for: Slipknot". NorwegianCharts.com. Hentet 2008-02-07.
48. ↑  "Suche nach: Slipknot". HitParade.ch. Hentet 2008-02-07.
49. ↑  "Search for: Slipknot". DutchCharts.nl. Hentet 2008-02-07.